# Stephan Talty
Stephan Talty (Buffalo, 1960) è un giornalista e scrittore statunitense naturalizzato irlandese.

## Biografia
Nato a Buffalo, nello stato di New York da genitori irlandesi della contea di Clare, frequentò la Bishop Timon High School prima di frequentare l'Amherst College di Massachusetts, dove si laureò in inglese. Cresce leggendo romanzi, e sviluppa così una grande voglia di scrivere storie. I suoi idoli sono F. S. Fritzgerlad e Salinger.

### Carriera
Dopo la laurea, ha trovato lavoro al Miami Herald come giornalista e reporter della polizia, per poi diventare uno scrittore freelance a Dublino e New York negli anni 1990. Ha contribuito con articoli per il New York Times Magazine, GQ, Playboy, l'Irish Times e la rivista Chicago Review, oltre a diverse pubblicazioni.
Oltre a scrivere romanzi polizieschi, Talty ha scritto diversi libri di saggistica sul crimine e la storia americana. Ha scritto il libro che era il soggetto del film Capitain Phillips e ha scritto "La mano nera" (originale: The Black Hand), un romanzo sulla vita e sull'uccisione del poliziotto italoamericano Joe Petrosino nel 1909. Nel 2017 la Paramount Pictures ha annunciato di aver acquisito i diritti per il film del romanzo The Black Hand. Leonardo DiCaprio sarà nei panni del protagonista, Joe Petrosino e il film sarà distribuito nel 2018.
La sua prima opera di finzione, un romanzo poliziesco intitolato Black Irish, che introduce il detective istruito ad Harvard, Absalom Kearney, e segna l'inizio di una nuova serie criminale. È anche coautore del bestseller account del New York Times, A Captain's Duty, con il capitano Richard Phillips, l'eroe del dirottamento di Maersk Alabama. Il libro è stato trasformato in un film con Tom Hanks, che uscito alla fine del 2013.

### Vita privata
Talty vive fuori dalla città di New York con sua moglie e due figli.

## Pubblicazioni
- Mulatto America: At the Crossroads of Black and White Culture: A Social History (2004)[13]
- Empire of Blue Water - Captain Morgan’s Great Pirate Army (2008)
- The Illustrious Dead: The Terrifying Story of How Typhus Killed Napoleon's Greatest Army (2009)
- Il dovere di un capitano, con Richard Philips (2010)
- Escape from the Land of Snows: The Young Dalai Lama's Harrowing Flight to Freedom and the Making of a Spiritual Hero (2010)
- Agent Garbo (2012)
- Black Irish: A Novel (2013)
- Hangman: A Novel (2014)
- Operation Cowboy: The Secret American Mission to Save the World’s Most Beautiful Horses in the Last Days of World War II (2014)
- The Secret Agent: In Search of America's Greatest World War II Spy (2014)
- War Hero: The Unlikely Story of A Stray Dog, An American Soldier and the Battle of Their Lives (2015)
- La mano nera: la vera storia di Joe Petrosino (The Black Hand), (2017)[14]
- Speed Girl: Janet Guthrie and the Race That Changed Sports Forever (2017)
- Saving Bravo: The Greatest Rescue Mission in Navy SEAL History (2018)[15]

### Articoli
- The No. 1 Summer Song of Love, The New York Times, 13 agosto 1995.[16]

## Soggetti cinematografici
- Captain Phillips (2013)
- The Black Hand (2018)